# Andy Sophie
Andy Sophie (ur. 26 czerwca 1987 w Port Louis) – maurytyjski piłkarz grający na pozycji napastnika. Od 2022 jest zawodnikiem klubu Pamplemousses SC.

## Kariera klubowa
Swoją karierę piłkarską Sophie rozpoczął w klubie Pamplemousses SC. W sezonie 2006/2007 zadebiutował w jego barwach w pierwszej lidze maurytyjskiej. W sezonach 2006/2007 i 2007/2008 wywalczył z nim dwa wicemistrzostwa Mauritiusa. W latach 2008–2011 grał w Reunionie, w klubach takich jak: US Sainte-Marienne (2008), USS Tamponnaise (2009, mistrzostwo i Puchar Reunionu w sezonie 2009), La Gauloise FC (2010) i JS Saint-Pierroise (2011).
W latach 2011–2013 Sophie ponownie był piłkarzem Pamplemousses SC. W sezonie 2011/2012 wywalczył z nim mistrzostwo Mauritiusa. W 2013 roku ponownie wyjechał do Reunionu i występował kolejno w: AS Excelsior (2013), AS Marsouins (2014-2015), SS Saint-Louisienne (2016-2017), US Sainte-Marienne (2018), AS Sainte-Suzanne (2019) i AS Marsouins (2019). W 2020 roku wrócił na Mauritius i do 2022 był zawodnikiem GRSE Wanderers. W 2022 przeszedł do Pamplemousses SC, z którym w sezonie 2022/2023 został wicemistrzem kraju.

## Kariera reprezentacyjna
W reprezentacji Mauritiusa Sophie zadebiutował 26 czerwca 2007 roku w przegranym 0:3 meczu kwalifikacji do Pucharu Narodów Afryki 2008 z Sudanem.